# Greicys Barrios
Pour les articles homonymes, voir Barrios.
Greicys Barrios est une femme politique vénézuélienne. Elle est l'actuelle ministre de l'Agriculture urbaine depuis le 4 septembre 2020.

## Formation
Elle effectue son cursus universitaire en développement personnel à l'université publique centro-occidentale Lissandro-Alvarado de Barquisimeto.

## Carrière politique
Le 4 septembre 2020, elle est nommée ministre de l'Agriculture urbaine par le président Nicolás Maduro, en remplacement de Gabriela Peña qui s'engage dans les élections législatives à l'Assemblée nationale du Venezuela. Le président déclare à son sujet : « La force de sa jeunesse donnera un grand coup de fouet à ce front de bataille d'une importance vitale pour la Grande Mission AgroVenezuela », qui dépendra de ses prérogatives .  Elle chapeaute les programmes de constitutions de parcelles vivrières en espace urbain, et à ce titre, en avril 2021, elle communique sur la réalisation de tels projets, notamment dans la paroisse civile de 23 de enero dans le District de la capitale, Caracas, et déclare à ce sujet que le Pouvoir populaire permet « de récupérer ces espaces pour dynamiser l'appareil productif et garantir la production de la nourriture nécessaire » à la population. De la même façon, en octobre 2020 dans l'État de La Guaira, elle assiste à la livraison de semences aux habitants de la paroisse civile de Caraballeda, qui va permettre d'utiliser les espaces communs, les balcons et les rebords de fenêtre pour assurer « l'approvisionnement nécessaire [au] repas ».